# 파트리크 차바르
파트리크 차바르(크로아티아어: Patrik Ćavar, 1971년 3월 24일~)는 크로아티아의 핸드볼 선수, 지도자로 포지션은 레프트윙과 센터백이다. 현역 시절 국제 대회에 크로아티아 국가대표로 활약하여 1996년에서 금메달을 획득했다.